# St. Petri (Oyten)

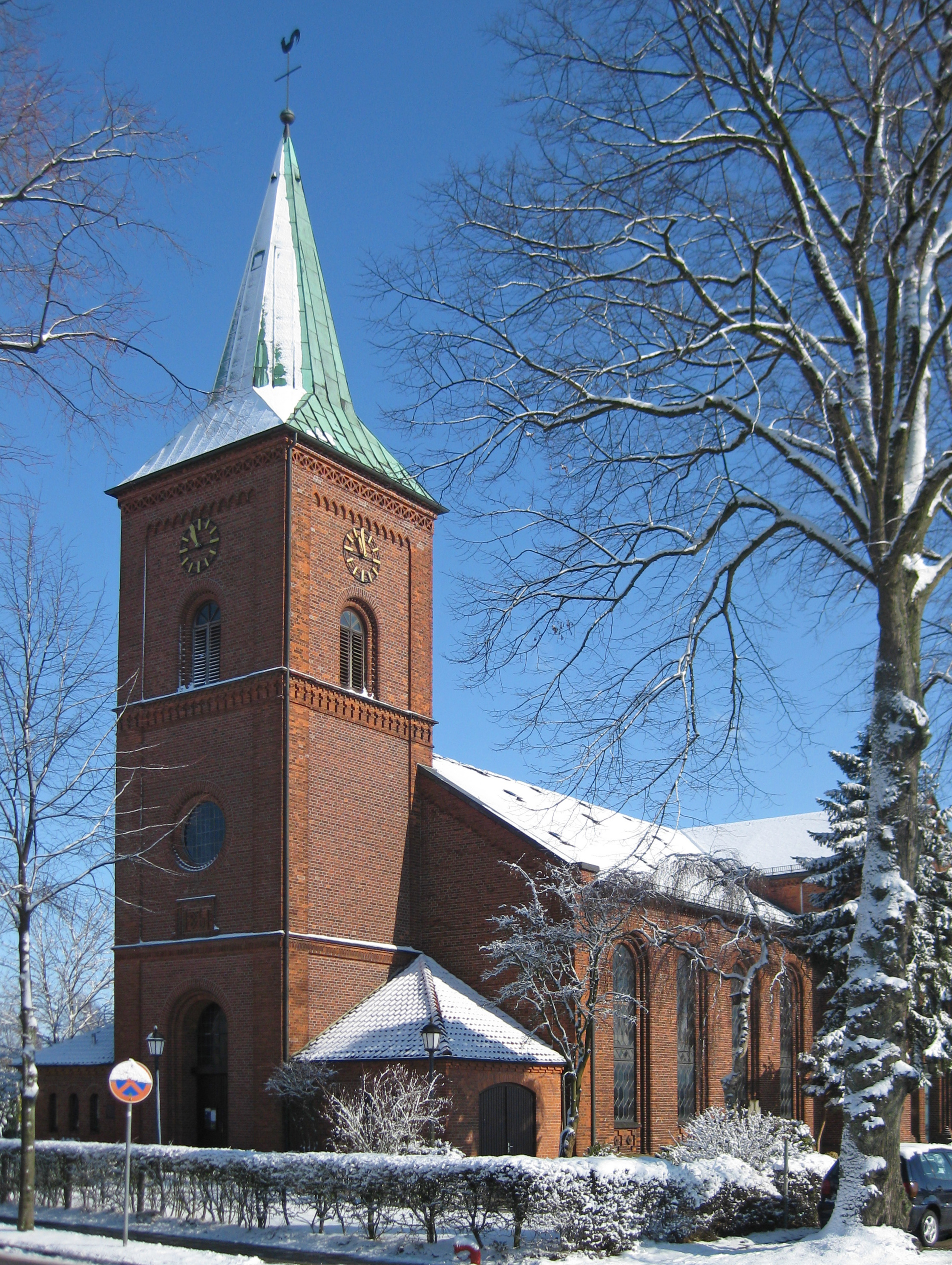
St. Petri

Die evangelisch-lutherische Kirche St. Petri steht in Oyten, einer kreisangehörigen Einheitsgemeinde im Landkreis Verden von Niedersachsen. Die Kirchengemeinde gehört zum Kirchenkreis Verden im Sprengel Stade der Evangelisch-lutherischen Landeskirche Hannovers.

## Beschreibung
Bereits 1712 gab es eine Kapelle, die 1786 abbrannte. Am 20. Juli 1862 wurde die heutige Kreuzkirche eingeweiht. Sie besteht aus Backsteinen. Ihr Kirchturm im Westen hat drei Geschosse, die mit Lisenen und Gesimsen gegliedert sind. Im Erdgeschoss befindet sich das Portale. Im ersten Obergeschoss ist über der gemauerten Inschrift 1861 ein Ochsenauge. Das oberste Geschoss, das unter der Dachtraufe mit einem Fries verziert ist, beherbergt die Turmuhr mit Zifferblätter in alle Himmelsrichtungen und hinter den als Biforien ausgebildeten Klangarkaden den Glockenstuhl, in dem drei Kirchenglocken hängen, die 2006 von Petit & Gebr. Edelbrock gegossen wurden. Der Helm des Turms, der mit Kupferblech bedeckt ist, geht von einem quadratischen Ansatz in eine achteckig ausgezogene Spitze über, die von einer Turmkugel mit Kreuz und Wetterhahn bekrönt wird. In den Ecken zwischen Turm und Langhauses befinden sich Anbauten. Hinter den vier Jochen des Langhauses steht das Querschiff. An den mit einem Satteldach bedeckten Chor schließt sich eine fünfseitige, niedrige Apsis an, auf der ein Walmdach sitzt. Das Langhaus hat hohe Bogenfenster, die kleinen Bogenfenster der Apsis liegen hoch. An den Giebelseiten der Querhausarme sind jeweils im hohen rundbogige Gewände zwei rechteckige Portale mit darüber liegenden Bogenfenstern. 
Der Innenraum des Langhauses wird durch die hölzernen Stützen der Emporen, die bis zur holzverschalten Decke reichen, in drei Bereiche unterteilt. Die Seitenemporen sind mit Flachdecken überspannt, über dem mittleren Bereich verjüngt sich die Flachdecke trapezförmig. Ein rundbogiger Triumphbogen verbindet die Apsis mit dem Kirchenschiff. Zur Kirchenausstattung gehören ein schlichter, hölzerner Blockaltar und eine hohe, hölzerne Kanzel. Die erste Orgel mit 14 Registern, zwei Manualen und Pedal wurde 1862/1863 von Johann Friedrich Schulzes Söhnen ausgeführt. Sie wurde 1963–1967 durch eine Orgel mit 21 Registern, zwei Manualen und einem von Emanuel Kemper ersetzt.